# Институт нефтехимии и катализа РАН
Институт нефтехимии и катализа Уфимского федерального исследовательского центра Российской академии наук (ИНК УФИЦ РАН) — научно-исследовательский институт в городе Уфе.

## История
Институт нефтехимии и катализа был создан в 1992 г. постановлением Президиума Академии наук Республики Башкортостан. Институт был создан на базе отраслевого НИИнефтехим Министерства топлива и энергетики РФ как академическое учреждение.
Основным направлением работ в институте было проведение фундаментальных исследований в области гетерогенного и металлокомплексного катализа, органического и металлоорганического синтеза, нефтехимии, кинетики и механизмов химических реакций, разработка новейших химических технологий для научного обеспечения развития химической и нефтехимической отраслей промышленности.

Первым директором ИНК стал член-корреспондент РАН У. М. Джемилев. В состав первого коллектива вошли 6 докторов и 26 кандидатов химических наук, перешедших в ИНК из Института Органической химии. В ИНК были открыты аспирантура, специализированный совет по защите кандидатских и докторских диссертаций и Учёный совет. В 1997 г. ИНК был принят в состав Отделения Общей и технической химии РАН и включен в состав УНЦ РАН.

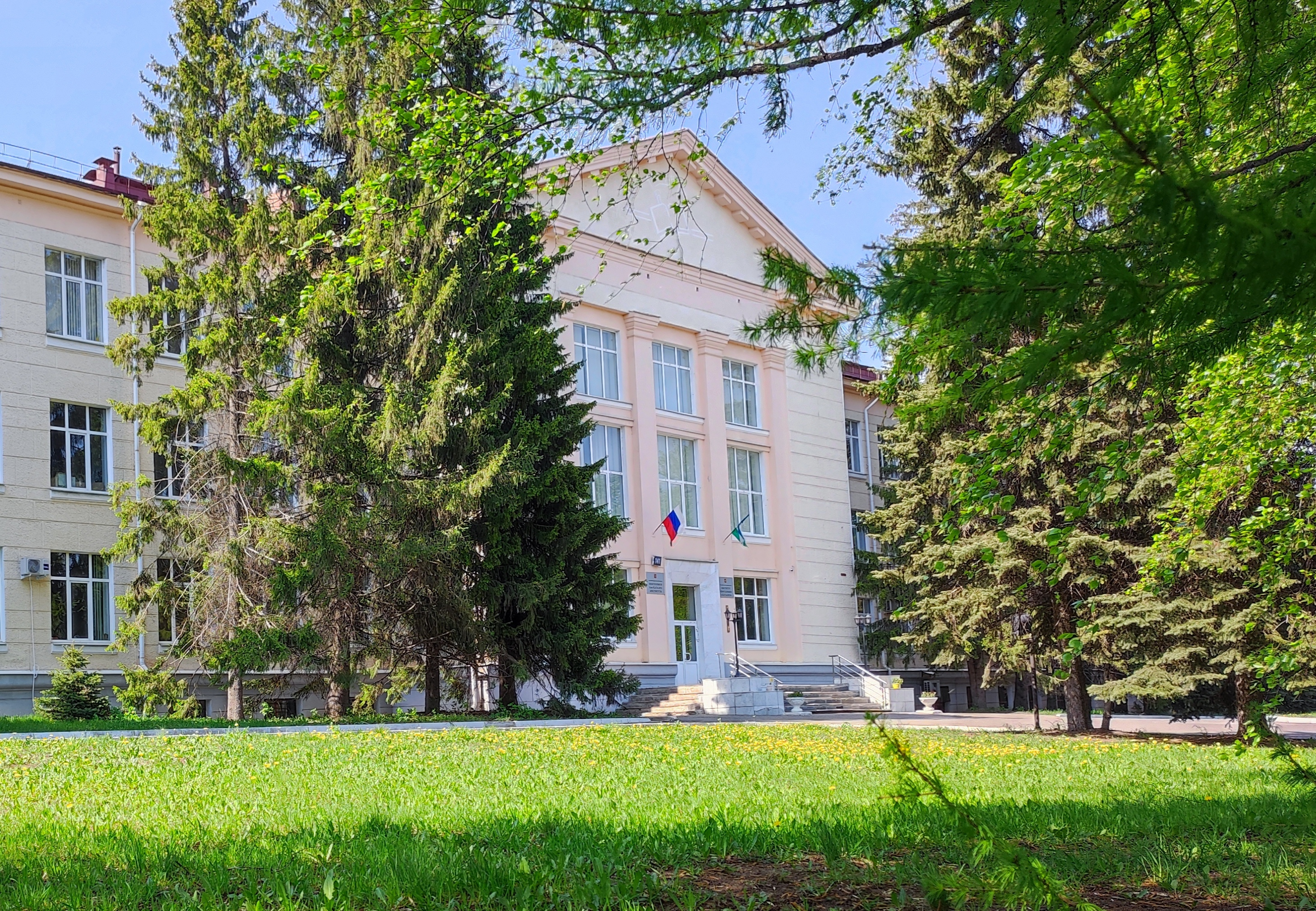
Институт нефтехимии и катализа УФИЦ РАН летом

В декабре 2004 года Институт постановлением Президиума РАН был включен в состав научных организаций Российской Академии наук, в состав Отделения химии и наук о материалах РАН и переименован в Институт нефтехимии и катализа Российской Академии наук (ИНК РАН).

## Основные направления исследований
- Металлокомплексный и гетерогенный катализ в органическом синтезе и нефтехимии – основа для создания новых веществ, материалов, конкурентоспособных и ресурсосберегающих химических технологий.
- Наноразмерные элементосиликаты и лантанидные катализаторы: синтез и применение в химии, нефтехимии и нефтепереработке.
- Химические и физико-химические процессы, инициированные физическими воздействиями, физическая химия электронно-возбуждённых состояний химических соединений.
- Химия гетероциклических соединений, полициклических насыщенных и ненасыщенных углеводородов, фуллеренов и их производных.
- Многокомпонентные и сопряжённые реакции с участием комплексных катализаторов и малых молекул в синтезе гетероциклических соединений.
- Химия природных соединений, их синтетических и полусинтетических аналогов, органических гибридных молекул.
- Математическая и цифровая химия: компьютерное моделирование строения и свойств химических соединений, механизмов химических реакций и химико-технологических процессов.

## Лаборатории
- Лаборатория химии высоких энергий и катализа
- Лаборатория каталитического синтеза
- Лаборатория приготовления катализаторов
- Лаборатория молекулярно-ситовых бифункциональных каталитических систем для получения низкозастывающих дизельных топлив
- Лаборатория (НИЦ) разработки нефтехимических технологий
- Лаборатория гетероатомных соединений
- Лаборатория органического синтеза
- Лаборатория химии углеводородов
- Лаборатория молекулярного дизайна и биологического скрининга веществ-кандидатов для фарминдустрии

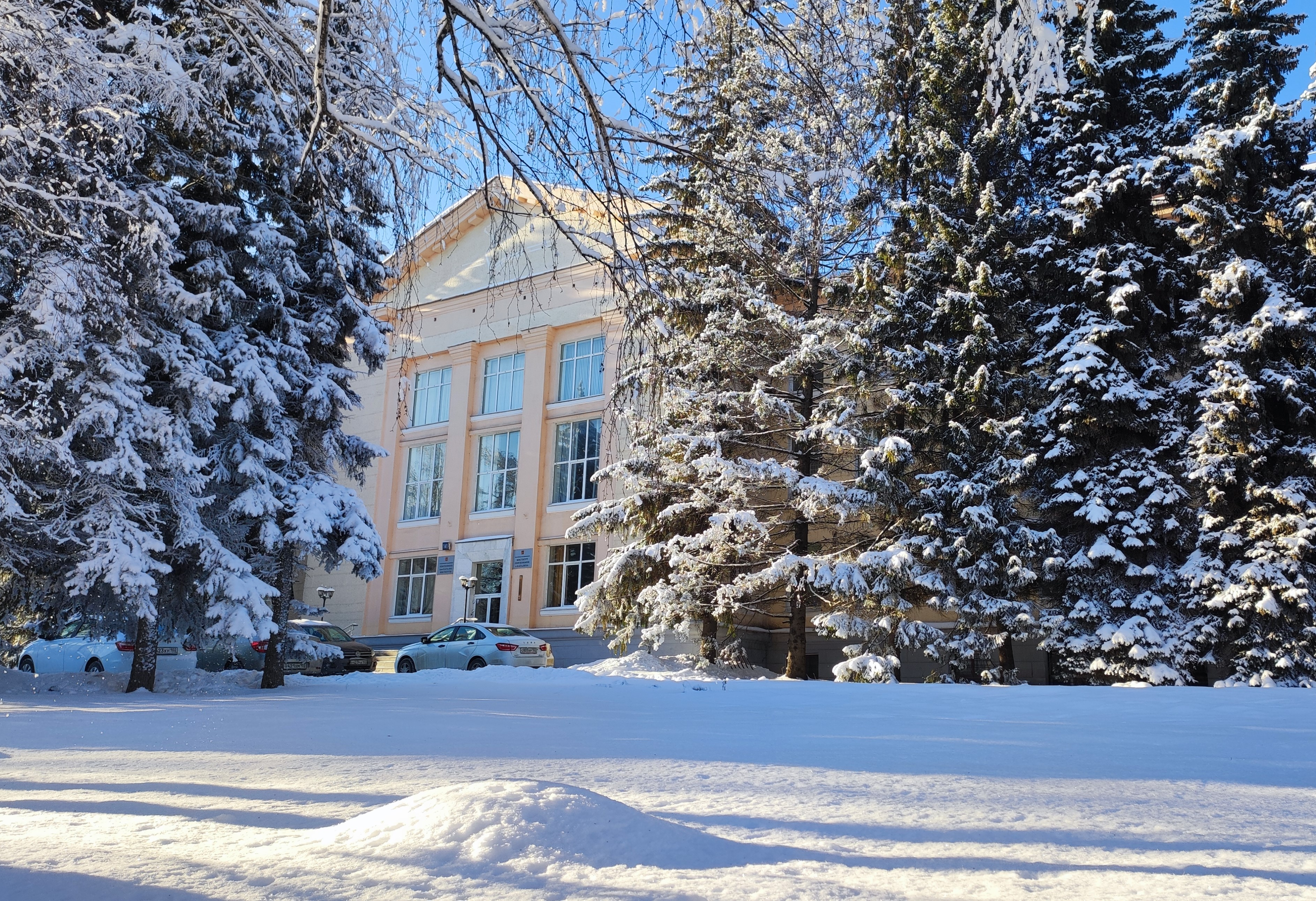
Институт нефтехимии и катализа УФИЦ РАН зимой

- Лаборатория структурной химии
- Лаборатория хроматографии
- Лаборатория математической химииИнститут нефтехимии и катализа УФИЦ РАН зимой

## Известные учёные
- член-корреспондент РАН, доктор химических наук, профессор Усеин Меметович Джемилев
- член-корреспондент РАН, доктор физико-математических наук, профессор Владимир Фёдорович Тишкин
- член-корреспондент АН РБ, доктор химических наук, профессор Виктор Николаевич Одиноков
- доктор химических наук, профессор Борис Иванович Кутепов
- член-корреспондент АН РБ, доктор химических наук, профессор Асхат Габдрахманович Ибрагимов
- член-корреспондент АН РБ, доктор химических наук, профессор Юрий Александрович Сангалов